# Tautoneura zembata
Tautoneura zembata är en insektsart som beskrevs av Irena Dworakowska 1979. Tautoneura zembata ingår i släktet Tautoneura och familjen dvärgstritar. Inga underarter finns listade i Catalogue of Life.